# Helen Aberson
Helen Aberson-Mayer, née Aberson (1907, Syracuse (New York) - 3 avril 1999, New York, New York) est une autrice (ou auteure) américaine de livres pour enfants, surtout connue pour sa seule publication, Dumbo, adaptée en dessin animé par les studios Disney, Dumbo (1941).
Après la publication de sa première histoire en 1939, illustrée par Harold Pearl, dont les droits ont été immédiatement acquis par Disney, elle a poursuivi l'écriture d'histoires pour enfants mais aucune ne fut jamais publiée.